# Giraudel
Giraudel este un oraș din Dominica.